# فريدريك مندي
فريدريك مندي (Frédéric Mendy)، من مواليد 6 نوفمبر 1981 في داكار في السنغال، لاعب كرة قدم سنغالي.
بدأ مسيرته الكروية مع نادي سانت إتيان الفرنسي في عام 1999، ولعب معهم حتى عام 2006، وشارك معهم في 125 مباراة وسجل 11 هدف، ومنذ عام 2006 وهو يلعب مع نادي باستيا الفرنسي.
هو يلعب مع منتخب السنغال لكرة القدم.

## روابط خارجية
- فريدريك مندي على موقع رابطة كرة القدم الفرنسية للمحترفين (الإنجليزية)
- فريدريك مندي على موقع قاعدة بيانات كرة القدم.إي يو (الإنجليزية)
- فريدريك مندي على موقع ليكيب (الفرنسية)
- فريدريك مندي على موقع ناشيونال فوتبول تيمز (الإنجليزية)
- فريدريك مندي على موقع Soccerway.com (الإنجليزية)
- فريدريك مندي على موقع عالم كرة القدم.نت (الإنجليزية)
- فريدريك مندي على موقع GSA (الإنجليزية)